# امامزاده زاهد کبیر
امامزاده زاهد کبیر مربوط به سدهٔ ۸ ه‍.ق است و در شهرستان فسا، زاهدشهر، اول شهر واقع شده و این اثر در تاریخ ۲۵ اسفند ۱۳۷۹ با شمارهٔ ثبت ۳۶۶۶ به‌عنوان یکی از آثار ملی ایران به ثبت رسیده است.